# Междометие
Междоме́тие — лексико-грамматический класс неизменяемых слов, не входящих ни в знаменательные, ни в служебные части речи и нерасчленённо выражающих (но не называющих) эмоциональные и эмоционально-волевые реакции на окружающую действительность.
Междометия тесно связаны со звукоподражанием, но являются отдельной частью речи, и выступают как слова-сигналы, используемые для выражения требования, желания, побуждения к действию, а также для быстрого реагирования человека на различные события реальной действительности. Звукоподражание различным природным явлениям, животным и т. д. изучает раздел лингвистики — ономатопея (идеофон).
Изучению междометий уделяли внимание многие известные лингвисты. Всё многообразие высказанных в разное время точек зрения может быть сведено к четырём.
- Междометие — это разнородный по составу синтаксический класс, стоящий вне деления слов по частям речи.
- Междометия входят в систему частей речи, но стоят в ней изолированно[2].
- Междометия входят в круг частей речи, а внутри последнего — в разряд «частиц речи» наряду с предлогами и союзами.
- Междометия входят в систему частей речи как одна из сентиметивных групп слов наряду со звукоподражаниями, частицами и модальными словами[3].

Заместительные функции междометий и их живые связи со словами разных частей речи активно изучаются в современной лингвистике.

## Выполняемые функции
Междометия выполняют экспрессивную или побудительную функцию, выражая, например, чувства говорящего (ох! ого! ого-го!!!), призыв (эй! цып-цып!) или приказание (брысь! вон!). К ним же относятся и нецензурные возгласы, к которым применяются те же правила пунктуации. Многие междометия ведут своё происхождение от эмоциональных возгласов и звучаний, сопровождающих рефлексы организма на внешние раздражения (А-а-а, Ах, больно! Ух, тяжело! Брр. Холодно!), такие междометия нередко имеют специфический фонетический облик, то есть содержат редкие или необычные для данного языка звуки и звукосочетания: в русском — междометие может выражаться нестандартными звуками и звукосочетаниями, например губным вибрантом (тпру! брр, гм), сочетанием (дзинь-дзинь [д’з’], тс, цс). По ряду признаков к междометиям примыкают звукоподражания, представляющие собой условные преднамеренные воспроизведения звучаний, сопровождающих действия, производимые человеком, животным или предметом.
Междометия являются заменителями известных определённых выражений и целых предложений. Вместо «тьфу» или «брр», можно сказать «какая гадость!», вместо «тс» — «тише, не шумите», вместо «эй» или «псс» — «подите сюда», «послушайте» или просто сделать призывный жест рукой и т. д. Употребление междометий в качестве членов предложения, стоящих в связи с другими членами, очень редко. Немногочисленными образчиками могут служить случаи типа: «ахти мне горемычной», «увы мне бедному» (лат. eheu me nuserum, нем. webe dem Armen) и т. д.
Междометия в английском языке в связной речи могут выступать в качестве отдельных звуков, выражающих чувства или побуждения говорящего, как в русском и любом другом: Ok! Oh! Ah! Bravo! Hush! Hurrah! и т. п. или отдельных выражений, несущих функцию междометий, как например: For shame! Стыдно! Молодец! Здорово! и т. п. Варианты предложений: «Well, perhaps you are right! — Ну, может быть, вы и правы.», «Oh! what a pleasure! — Ax, как приятно!».
Междометия в русском языке: ох, ой, пли, ух, фу, фи, ага, ах, апчхи, батюшки, браво, господи, ишь ты, боже ж ты мой, о чёрт, ни фига себе! ай молодца!, молодец!, молодчина!, да ну ты брось, да ну как же оно так вышло-то вот, при! … Эти слова не имеют лексических и грамматических значений, не изменяются и не являются членами предложения. Исключение составляют случаи, когда междометия выступают в функции знаменательной части речи, например, существительного: «В темноте раздалось грозное эй».
Чаще всего в качестве междометий выступают изобразительные слова (звукоизобразительные, ономатопоэтические), слова, в которых звучание частично предопределено значением слова. Различаются звукоподражательные слова, использующие звуки, акустически напоминающие обозначаемое явление (русские «буль-буль», «ку-ку», осетинские тъæпп — «хлоп, бац, бух», немецкие «puffi! hopsa!»; канури ndim-dim — о глухом, гулком стуке и т. д.), звукообразные (идеофонические) слова, в которых звук создаёт образное впечатление о форме предметов, их движении, расположении в пространстве, качествах и пр. на основе ассоциаций между звуками и незвуковыми явлениями (движением, формой и пр.), например в нилотском языке ланго bim-bim — «толстый-претолстый», чувашское йалт-йалт — о мелькании отдалённой молнии, японское буру-буру — о дрожании, эве (Африка) bafo-bafo — о походке живого подвижного человека маленького роста, boho-boho — о походке полного, тяжело ступающего человека, wudo-wudo — о небрежной походке.
Междометия не изменяются по родам и по числам, а также не являются ни знаменательной, ни служебной частью речи и в отличие от них, междометиям не свойственна связующая функция. Иногда междометия употребляются в значении других частей речи. При этом междометие принимает конкретное лексическое значение и становится членом предложения: «Ай да мёд!», «Вот раздалось „ау“ вдалеке».

## Классификация
Междометия можно классифицировать по разным признакам, например по происхождению, структуре и значению:
- по происхождению: непроизводные, производные.
- по структуре: простые, сложные, составные.
- по значению: эмоциональные, побудительные, этикетные.

Классификация междометий по генетически связанным группам со знаменательными словами, эта группа междометий более обширна:
- существительными: батюшки, господи, боже и др.
- глаголами: ишь, вишь, пли и др.
- местоимениями, наречиями, частицами и союзами: то-то, эка, ш-ш, вот-вот и др.

К междометиям также относятся:
- сращения: на тебе, ну да, да уж, эх вот как, вот те раз и др.;
- устойчивые словосочетания и фразеологизмы: батюшки светы, слава богу и др.;
- слова, обозначающие мгновенные действия: бах, хлоп, шлёп, бум, гав и др.;
- слова, имитирующие различные звуки, в.т.ч. голоса животных и птиц: тра-та-та, ба-бах, дзинь-дзинь, мяу-мяу и др.

При использовании во множественном числе междометия становятся именами существительными. Главным источником пополнения междометий являются оценочно-характеризующие существительные (страх, ужас, беда) и экспрессивные глаголы (постой, погоди, давай, валяй, мути, замути).

## Семантика
По значению все междометия можно разделить на три основные группы: эмоциональные (эмоции и эмоциональные оценки), императивные (волеизъявления) и этикетные (связанные с нормами этикета). Внутри этих групп выделяются подгруппы, но их границы довольно подвижны, так как значения междометий часто зависят от речевых ситуаций.
К семантически однозначным междометиям, выражающим преимущественно отрицательные эмоциональные реакции (насмешку, возмущение, опасение, боль, недоверие и т. д.), относятся, например, вот тебе на, вот это да, увы, тьфу. Одно и то же междометие может выражать одобрение и порицание, испуг и радость. В уточнении таких междометий велика роль интонации, мимики, жеста. Экспрессивная значимость эмоциональных междометий может быть усилена словообразовательно (с помощью суффиксов): охохонюшки, ойойошеньки) и лексически (например, сложением с местоимением: ох ты, ишь ты).
Междометия, обслуживающие сферу волеизъявлений, выражают обращённые к людям или животным команды и призывы. Значительная их часть принадлежит профессиональной речи военных, охотников, моряков, строителей, дрессировщиков. Здесь наблюдается много заимствований (анкор, майна, алле). Общеупотребительны междометия, требующие тишины, внимания, согласия (чур, тш), побуждающие к отклику (ау, алло, эй), к осуществлению или прекращению какого-либо действия (айда, брысь). Все эти междометия функционально близки к повелительному наклонению и обнаруживают ряд общих с ним признаков.
К междометиям, обслуживающим сферу этикета, относятся традиционные, в разной степени утратившие знаменательность изъявления благодарности, приветствия, извинения, пожелания: здравствуйте, извините, спасибо, пожалуйста.
Междометия могут функционировать как эквиваленты предложения, модальные компоненты предложения (см. раздел лингвистики модальность), члены предложения. Функция члена предложения для междометия вторична и наблюдается там, где междометие экспрессивно замещает собой ту или иную знаменательную словоформу.

## История
Термин междометие впервые появился в 1619 году в «Грамматике» Мелетия Смотрицкого (см. История русского литературного языка), в форме «между́метие» (буквальный перевод с лат. interjectio, в котором inter — «между», а jectio — «бросание; невольное высказывание»).
Междометие D'oh! (см. также D'oh-in in the Wind) назвали главным вкладом «Симпсонов» в английский язык, пишет The Times. В ходе проведённого организацией Today Translations исследования 37 процентов лингвистов назвали d’oh главным словом, вошедшим в английский язык благодаря сериалу. По словам исполнительного директора Today Translations Юрга Зилинскине (Jurga Zilinskiene), сериал «Симпсоны», который показывают уже более 20 лет, стал основным источником создания новых английских слов со времен Уильяма Шекспира. Примечательно, что в прошлом году междометие meh внесли в Collins English Dictionary, а в 2001 году d’oh попало на страницы словаря Oxford English Dictionary.

## Этимология
Для выражения сходных эмоций совершенно разные народы мира, говорящие на совершенно разных языках, используют почти тождественные междометия. И наоборот, междометия в языках, относящихся к одной группе, могут существенно различаться. Каково происхождение междометий? Восходят ли они к праязыку и видоизменяются в диахроническом аспекте по тем же законам, что и остальные элементы языка или они живут своей самостоятельной жизнью? — этот вопрос до сих пор является открытым среди лингвистов.
Среди междометий иногда встречаются позднейшие сложные образования, подвергшиеся интеграции и затем различным звуковым процессам вроде исчезновения конечных согласных и т. д. Так, например, этимология русского междометия «спасибо» сообщает, что оно возникло из целого предложения: «спаси Бог». Такое же звуковое сокращение лежит в основе немецкого междометия «Herrje» — «Herr Jesus», «о je!» — «o, Jesus!», «jemine» — «Jesu Domine». Нередко такие божбы или клятвы сознательно переделываются в силу эвфемизма, например немецкое «potztausend» возникло из «Gottes tausendWunden» («тысяча ран Божиих»), французские междометия: «согbleu, parbleu, morbleu — из corps de Dieu, par Dieu, mort de Dieu» и т. д. Что междометия имеют иногда значение предложений, видно из соединения некоторых междометий с личным окончанием «те»: «а нуте ребята!» и т. п.
Междометия, как и другие слова языка, могут устаревать. Вот, например, диалог из Капитанской дочки: «А слышь ты, Василиса Егоровна, — отвечал Иван Кузьмич, — я был занят службой: солдатушек учил». — «И, полно! — возразила капитанша. — Только слава, что солдат учишь: ни им служба не дается, ни ты в ней толку не видишь». Междометие «и» не употребляется в современной речи, так же, как неупотребительны междометия «Вишь!», «Чу!» и «Ба!».
Постоянно возникают и новые междометия. Новыми словами, как правило, пополняется класс производных междометий. В разговорной речи нередко появляется новое «модное» восклицание и так же быстро забывается. Новые междометия, как и слова, могут заимствоваться из других языков — так, сейчас в среде подростков часто можно услышать английские восклицания «Wow!» (вау) и «Yeah!» (ее, заменяет «Yes!» — «да», иногда «Ok!» — «окей»).
Бывают междометия, настолько непохожие на обычные слова языка, что даже содержат звуки, которых нет ни в каких других словах. Например, такие междометия, как «фу» и «тьфу», — единственные исконно русские слова, в которых есть «ф». Открытый начальный звук «э» в исконно русских словах существует только в местоимениях (этот) и в междометиях (эх, эй). В английском междометии «Pst», служащем для привлечения внимания, слоговым является согласный, что совсем не характерно для английского языка, а в слове «Tsk-tsk» («Стыдно…») используется звук, которого нет больше ни в каких других словах. Именно такие междометия часто возбуждают споры о том, можно ли считать их полноправными языковыми единицами.

## Жестикуляция
Жесты и мимика часто неотделимы от междометий. Так, тяжело вздыхая, люди говорят «ух, ну вот… что я наделал?», тем самым добавляя большее значение при выражении определённого чувства. И иногда без поддержки жестов или мимики по одной только интонации голоса весьма сложно понять сказанное: было ли это «послание» (обида или гнев) или просто шутливая присказка (дружественное приветствие).
В лингвистике междометия, в отличие от спонтанных выкриков, являются конвенциональными средствами, то есть такими, которые человек должен знать заранее, если он хочет ими пользоваться. Тем не менее междометия всё-таки находятся на периферии собственно языковых знаков. Например, как никакие другие языковые знаки междометия связаны с жестами. Так, русское междометие «На!» имеет смысл только тогда, когда сопровождается жестом, а в некоторых языках Западной Африки есть междометие, которое произносится одновременно с приветственным объятием.